# Turmiel
Turmiel es una localidad española del municipio de Maranchón, perteneciente a la provincia de Guadalajara, en la comunidad autónoma de Castilla-La Mancha.

## Geografía
Se encuentra al noreste de la provincia de Guadalajara, cerca de las provincias de Zaragoza y Soria, a los pies de la sierra de Solorio. Está ubicada en la comarca del Señorío de Molina-Alto Tajo.
La localidad está situada en la margen izquierda del río Mesa. Dentro de su término comienza el cañón de dicho río, que llega hasta la localidad de Mochales.
El clima en invierno es extremadamente frío, con temperaturas mínimas que pueden rozar los -20 °C, y máximas que difícilmente superan los 7 °C. En verano, durante el día, las temperaturas no superan los 30 °C; sin embargo, las temperaturas nocturnas oscilan alrededor de los 5 °C y 10 °C.

## Historia
A mediados del siglo XIX, el lugar, por entonces con ayuntamiento propio, tenía contabilizada una población de 176 habitantes. La localidad aparece descrita en el decimoquinto volumen del Diccionario geográfico-estadístico-histórico de España y sus posesiones de Ultramar de Pascual Madoz de la siguiente manera:

TURMIEL: l. con ayunt. en la prov. de Guadalajara (25 leg.), part. jud. de Molina (5), aud. terr. de Madrid (35), c. g. de Castilla la Nueva, dióc. de Sigüenza (10). sit. á la márg. izq. del r. Mesa, con buena ventilacion y clima templado y sano: tiene 65 casas; la consistorial; escuela de instruccion primaria, pagada por los fondos públicos, y una igl. parr., servida por un cura y un sacristan: térm.: confina con los de Mochales, Balbacil, Mazarete y Clares: el terreno fertilizado por el Mesa, cuyo paso facilita un puente, es de buena calidad: caminos: los que dirigen á los pueblos limítrofes. prod.: trigo, centeno, cebada, avena, legumbres, hortalizas y buenos pastos, con los que se mantiene ganado lanar, cabrio, vacuno, mular y asnal. ind.: la agrícola y recriacion de ganados. pobl.: 57 vec., 176 alm. cap. prod.: 1.522,000 rs. imp.: 76,100 contr.: 3,483.
(Madoz, 1849, p. 186)

## Demografía
| Gráfica de evolución demográfica de Turmiel entre 1842 y 1970 |
| |
| Población de derecho según los censos de población del INE Población de hecho según los censos de población del INEEntre el censo de 1981 y el anterior, este municipio desaparece porque se integra en el municipio Maranchón |

## Fiestas locales
- 17 de mayo: San Pascual
- Fiestas de San Roque:
  - 14 de agosto: cena de mayos
  - 15 de agosto: cena en la plaza
  - 16 de agosto: Sopeta en la plaza y en la peña